# Pfarrdorf
Pfarrdorf je naselje v Občini Labot v Okraju Volšperk na Koroškem v Avstriji.